# Contarinia loti
Contarinia loti är en tvåvingeart som först beskrevs av De Geer 1776.  Contarinia loti ingår i släktet Contarinia och familjen gallmyggor. Inga underarter finns listade i Catalogue of Life.